# Багдасаров Ростислав Ігорович
Ростислав Ігорович Багдасаров (24 травня 1993, Донецьк, Україна — 13 березня 2021, Київ, Україна) — український футболіст, захисник.

## Клубна кар'єра

### Ранні роки
Вихованець Академії донецького «Шахтаря», куди його запросили на перегляд після однієї з ігор на рівні шкільного футболу, в результаті якого з'ясувалося, що він цілком відповідав вимогам для вступу. З 2006 по 2010 рік провів 73 матчі та забив 22 м'ячі в чемпіонаті ДЮФЛ, був капітаном команди складу U-16.

### Шахтар
14 березня 2010 року дебютував на професійному рівні за «Шахтар-3» у Другій лізі. За фарм-клуб «гірників» виступав до 2013 року, провівши в цілому 72 зустрічі та відзначився 3 голами в першості, а також 1 поєдинок зіграв у Кубку ліги. За основний склад донецького «Шахтаря» Ростислав в результаті не зіграв жодного разу, провівши лише 4 матчі за молодіжну (U-21) команду в сезоні 2013/14 року, в якому вона стала срібним призером турніру. Однією з причин невдалої кар'єри в донецькому клубі стала серйозна травма, отримана Багдасаровим під час двусторонки в кінці одного з тренувань, при цьому, за словами самого гравця, після цієї травми він почав по-іншому дивитися на футбол і життя, вона стала для нього повчальним моментом, зробила більш розсудливим і посприяла більш професійному відношенню до футболу.

### Колос
У 2015 році зіграв 8 зустрічей в аматорському чемпіонаті України за «Колос» з Ковалівка, з яким в січні став переможцем Меморіалу Макарова, після чого в лютому був на перегляді в клубі «Черкаський Дніпро», брав участь у спарингах, проте в підсумку залишився в «Колосі». У клуб з Ковалівка Ростислав потрапив по запрошенні головного тренера команди Руслана Костишина після невдалих спроб працевлаштуватися з літа до зими 2014 року.

### Сталь
У липні 2015 року поповнив склад дніпродзержинської «Сталі», за основну команду якої дебютував 21 серпня того ж року в виїзному кубковому поєдинку проти «Черкаського Дніпра», вийшовши на заміну замість Олександра Козака на 59-й хвилині зустрічі, а 28 листопада вперше зіграв в Прем'єр-лізі, вийшовши в стартовому складі команди у виїзному матчі проти луганської «Зорі», в якому відіграв 60 хвилин, після чого був замінений на Юрія Путраша. Цей матч так і залишився єдиним у вищому дивізіоні в кар'єрі гравця. Натомість здебільшого він грав у молодіжному чемпіонаті.
24 січня 2016 року стало відомо, що Ростислав покинув «Сталь» разом з ще одним гравцем команди Володимиром Гоменюком. Всього за дніпродзержинський клуб провів 1 поєдинок в чемпіонаті, 1 зустріч в Кубку України і 12 матчів, в яких забив 1 гол, в молодіжній першості.

### Повернення в «Колос» та завершення кар'єри
4 лютого 2016 року з'явилася інформація, що Багдасаров знаходиться в тренувальному таборі на той момент лідера другої ліги «Колоса» з Ковалівка, за який футболіст раніше виступав на аматорському рівні в першій половині 2015 року. 22 лютого офіційно став гравцем «Колоса», підписавши контракт на 2 роки. Дебютував в першості 26 березня в виїзному матчі проти київського «Арсеналу». За підсумками сезону 2015/16 допоміг команді виграти другу лігу та вийти до першої. Там у наступному сезоні 2016/17 Багдасаров зіграв 17 матчів, після чого завершив професіональну кар'єру через проблеми з серцем. В подальшому грав на аматорському рівні за «Джуніорс» (Шпитьки) в чемпіонаті Київської області

## Кар'єра в збірній
З 2008 по 2009 рік виступав за юнацьку збірну України U-16, в 13 матчах забив 2 голи. З 2009 по 2010 рік грав за юнацьку збірну України U-17, провів 12 зустрічей. У 2010 році взяв участь в 4 поєдинках юнацької збірної України U-18.

## Статистика виступів
| Клуб              | Ліга         | Сезон   | Чемпіонат | Чемпіонат | Кубок | Кубок | Інше  | Інше |
| Клуб              | Ліга         | Сезон   | Матчі     | Голи      | Матчі | Голи  | Матчі | Голи |
| ----------------- | ------------ | ------- | --------- | --------- | ----- | ----- | ----- | ---- |
| Шахтар-3          | Друга ліга   | 2009/10 | 3         | 0         |       |       | 1     | 0    |
| Шахтар-3          | Друга ліга   | 2010/11 | 11        | 0         |       |       |       |      |
| Шахтар-3          | Друга ліга   | 2011/12 | 24        | 0         |       |       |       |      |
| Шахтар-3          | Друга ліга   | 2012/13 | 34        | 3         |       |       |       |      |
| Шахтар (Донецьк)  | Прем'єр-ліга | 2013/14 |           |           |       |       | 4     | 0    |
| Колос (Ковалівка) | ААФУ         | 2015    | 8         | 0         |       |       |       |      |
| Сталь             | Прем'єр-ліга | 2015/16 | 1         | 0         | 1     | 0     | 12    | 1    |
| Колос (Ковалівка) | Друга ліга   | 2015/16 | 6         | 0         |       |       |       |      |
| Колос (Ковалівка) | Перша ліга   | 2016/17 | 17        | 0         |       |       |       |      |

1. 1 2  Кубок української ліги.
2. 1 2 3 4  Дубль.

## Смерть
13 березня 2021 року раптово помер. На момент смерті футболісту було всього 27 років. За інформацією «ПроФутбол Digital», швидше за все, причиною смерті футболіста стали проблеми з серцем.